# 片上町
片上町（かたかみちょう）は、かつて岡山県南東部（備前地域）に存在していた和気郡の町。
1951年、伊部町と合併し、備前町となったため地方自治体として消滅した。
旧町域は現在の備前市中部に位置しており、片上小学校区に相当する。

## 概要
現在の備前市東片上、西片上に相当する。

## 沿革
- 1889年（明治22年）6月1日 - 町村制施行により、東片上村、西片上村の範囲を以て和気郡片上村発足。
- 1901年（明治34年）2月6日 - 町制施行、片上町発足。
- 1947年（昭和22年）12月10日 - 町内に昭和天皇の戦後巡幸。品川白煉瓦岡山工場を視察[1]。
- 1951年（昭和26年）4月1日 - 伊部町と合併し、備前町が発足したため消滅。

## 町長
- 玉野知義：1902 - 1904
- 玉野知義：1920 - 1923

## 地域

### 人口

#### 人口推移
| \| 1920年（大正9年） \| 2,601人 \| \| \| 1925年（大正14年） \| 2,691人 \| \| \| 1930年（昭和5年） \| 3,045人 \| \| \| 1935年（昭和10年） \| 3,906人 \| \| \| 1940年（昭和15年） \| 6,087人 \| \| \| 1947年（昭和22年） \| 6,281人 \| \| \| 1950年（昭和25年） \| 6,465人 \| \| |         |  |
| 総務省統計局 / 国勢調査（1970年） |         |  |
| 1920年（大正9年） | 2,601人 |  |
| 1925年（大正14年） | 2,691人 |  |
| 1930年（昭和5年） | 3,045人 |  |
| 1935年（昭和10年） | 3,906人 |  |
| 1940年（昭和15年） | 6,087人 |  |
| 1947年（昭和22年） | 6,281人 |  |
| 1950年（昭和25年） | 6,465人 |  |

### 教育
- 片上町立片上中学校（現在は備前市伊部の備前中学校に統合）
- 片上町立片上小学校（現在は備前市立となっている）

## 交通

### 鉄道

#### 当時存在した鉄道
片上鉄道
- 片上駅

#### 片上町廃止後に出来た鉄道
西日本旅客鉄道（JR西日本）
- 山陽新幹線（停車駅なし）
- 赤穂線 ： 備前片上駅 - 西片上駅

### 道路
高速道路
旧町域に高速道路は通っていない
国道
- 国道2号
- 国道250号
- 国道374号

県道
旧町域に県道は通っていない